# Дубининское
Дубининское — деревня в Сергиево-Посадском районе Московской области России, входит в состав сельского поселения Березняковское.

## Население
| 1859 | 1895 | 1905 | 1926 | 2002 | 2006 | 2010 |
| ---- | ---- | ---- | ---- | ---- | ---- | ---- |
| 301  | ↗335 | ↗389 | ↗403 | ↘35  | ↘34  | ↘28  |

## География
Деревня Дубининское расположена на севере Московской области, в юго-восточной части Сергиево-Посадского района, примерно в 62 км к северу от Московской кольцевой автодороги и 10 км к северо-востоку от станции Сергиев Посад Ярославского направления Московской железной дороги.
В 1,5 км юго-восточнее деревни проходит Ярославское шоссе М8, в 1,5 км к юго-западу — Московское большое кольцо А108. Ближайшие сельские населённые пункты — деревни Березняки, Козицино, Леоново и Слободка.
К деревне приписано 14 садоводческих товариществ (СНТ).

## История
В «Списке населённых мест» 1862 года — казённая деревня 2-го стана Александровского уезда Владимирской губернии по правую сторону Ярославского шоссе от границы Дмитровского уезда к Переяславскому, в 30 верстах от уездного города и 35 верстах от становой квартиры, при прудах, с 49 дворами и 301 жителем (124 мужчины, 177 женщин).
По данным на 1895 год — деревня Рогачёвской волости Александровского уезда с 335 жителями (169 мужчин, 166 женщин). Основным промыслом населения являлось хлебопашество, в зимнее время женщины и подростки занимались размоткой шёлка и клеением гильз, 52 человека уезжали в качестве легковых извозчиков и трактирной прислуги на отхожий промысел в Москву и Сергиевский посад.
По материалам Всесоюзной переписи населения 1926 года — центр Дубининского сельсовета Рогачёвской волости Сергиевского уезда Московской губернии в 1,6 км от Ярославского шоссе и 10,7 км от станции Сергиево Северной железной дороги; проживало 403 человека (182 мужчины, 221 женщина), насчитывалось 74 хозяйства (73 крестьянских).
С 1929 года — населённый пункт Московской области в составе:
- Леоновского сельсовета Сергиевского района (1929—1930)[13],
- Леоновского сельсовета Загорского района (1930—1952)[14],
- Березняковского сельсовета Загорского района (1952—1963, 1965—1991)[14][15][16],
- Березняковского сельсовета Мытищинского укрупнённого сельского района (1963—1965)[15],
- Березняковского сельсовета Сергиево-Посадского района (1991—1994)[16],
- Березняковского сельского округа Сергиево-Посадского района (1994—2006)[17],
- сельского поселения Березняковское Сергиево-Посадского района (2006 — н. в.)[18][19].